# Qoreyshābād
Qoreyshābād (persiska: قریش آباد) är en ort i Iran.   Den ligger i provinsen Khorasan, i den nordöstra delen av landet, 700 km öster om huvudstaden Teheran. Qoreyshābād ligger 1 216 meter över havet och antalet invånare är 324.
Terrängen runt Qoreyshābād är platt åt sydväst, men åt nordost är den kuperad.Runt Qoreyshābād är det ganska tätbefolkat, med 56 invånare per kvadratkilometer. Närmaste större samhälle är Nīshābūr, 13,1 km nordväst om Qoreyshābād. Omgivningarna runt Qoreyshābād är i huvudsak ett öppet busklandskap.